# Corações Unidos do CIEP
Grêmio Recreativo Cultural Escola de Samba Mirim Corações Unidos do CIEP (ou simplesmente Corações Unidos do CIEP) é uma escola de samba mirim da cidade do Rio de Janeiro. Foi fundada em 15 de agosto de 1985 por um grupo de professores e animadores culturais chefiados por Xangô da Mangueira.
A escola é formada por alunos da rede municipal de ensino do Rio de Janeiro, que não só desfilam, como também produzem os desfiles, através do projeto "Escola de Bamba", que integra o carnaval ao currículo escolar das crianças.
Dentre as personalidades que passaram pela escola estão os mestres-sala Sidclei Santos, Julinho Nascimento e Phelipe Lemos.

## História
A escola mirim foi fundada em 15 de agosto de 1985 por um grupo de professores e animadores culturais chefiados por Xangô da Mangueira. Dentre os fundadores da agremiação está José Carlos Faria Caetano, o "Machine", também conhecido como "Síndico da Passarela".
A 'Corações' desfilou pela primeira vez no ano de 1986, contando com 800 integrantes.
Inicialmente, a escola desfilava apenas com alunos do extinto CIEP Avenida dos Desfiles, que funcionava no Sambódromo - daí seu nome. A partir de 1990, com a eleição de Marilene Monteiro à presidência da agremiação, alunos de outras escolas municipais do Rio de Janeiro passaram a integrar a escola mirim. Marilene também deu início ao projeto "Escola de Bamba", que visa integrar a construção do desfile ao currículo básico das escolas participantes do projeto. Com isso, os desfiles da escola mirim são produzidos pelos próprios alunos.
Os mestres-sala Sidclei Santos, Julinho Nascimento e Phelipe Lemos passaram pela escola mirim antes de despontar nas escolas do Grupo Especial do carnaval carioca.

## Desfiles
No ano de 2008, participou do Carnaval apresentando o enredo "A cidade de eterna realeza anuncia: O Rei chegou!" , contando a história da chegada da Família Real Portuguesa ao Brasil, aproveitando as comemorações do bicentenário do evento. Nesse carnaval, contou com 2600 integrantes, que se dividiram em 22 alas.
Para 2011, reeditou o samba-enredo da União da Ilha de 1977. No ano seguinte, abordou a história da Matemática, suas operações básicas e sub-disciplinas, como a Geometria, e outras áreas do conhecimento que utilizam números, como a Numerologia.

## Segmentos

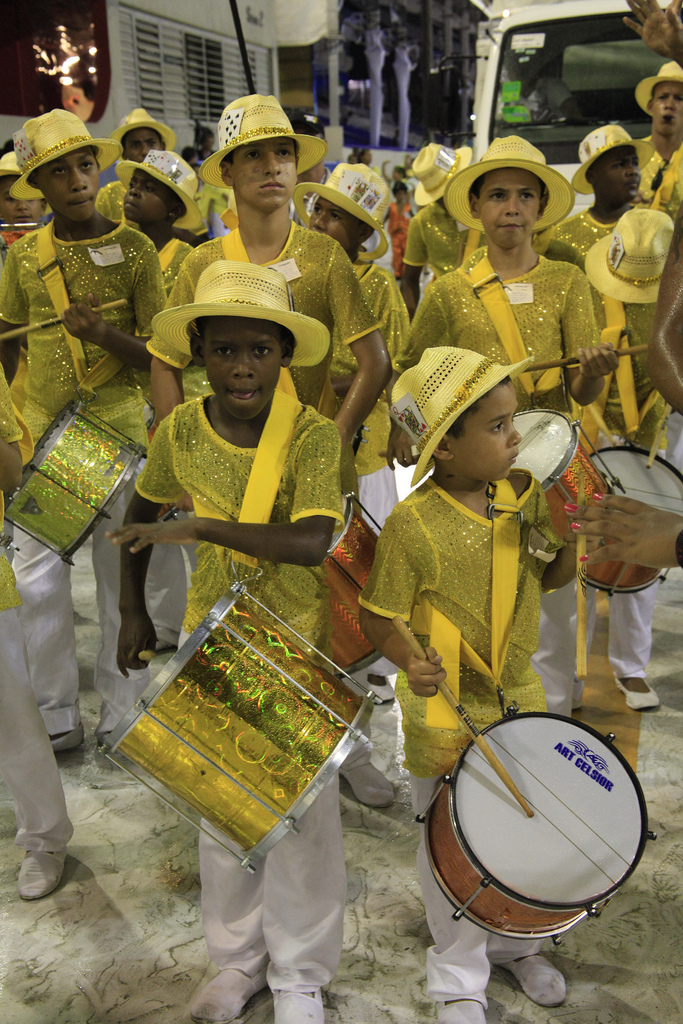
Bateria da escola no desfile de 2015

### Presidentes
| Nome              | Mandato | Ref.  |
| ----------------- | ------- | ----- |
| Marilene Monteiro | ? - ?   | [ 5 ] |

### Diretores
| Ano  | Diretor de Carnaval                  | Diretor de harmonia      | Mestre de bateria         | Ref. |
| ---- | ------------------------------------ | ------------------------ | ------------------------- | ---- |
| 2011 | Geracina Siqueira e Juliana Siqueira | Ricardo Maia e Jefferson | Allan Christian e Willian |      |

### Intérpretes

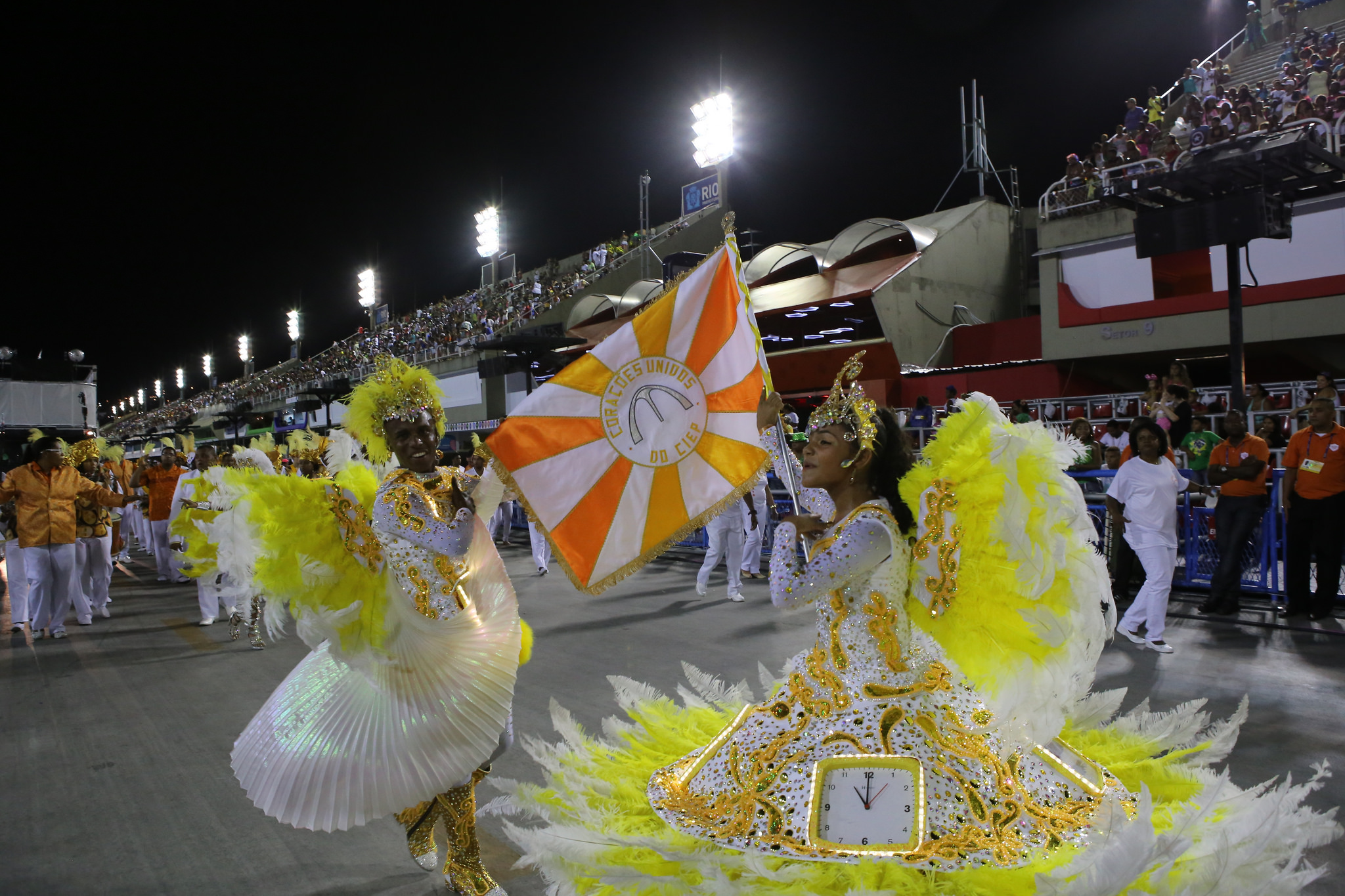
Casal de mestre-sala e porta-bandeira

| Intérprete                          | Período       | Referências   |
| ----------------------------------- | ------------- | ------------- |
| Juliana Siqueira e Natália Siqueira | 2013-2014     | [ 13 ] [ 14 ] |
| Pablo Marques                       | 2017          | [ 15 ]        |
| João Vinicius                       | 2018-presente |               |

### Coreógrafo
| Coreógrafo(a)   | Período | Referências |
| --------------- | ------- | ----------- |
| Andréa Ramos    | 2011    |             |
| Lívia Malaspina | 2014    |             |

### Casal de Mestre-sala e Porta-bandeira
| Casais                                     | Período | Referências |
| ------------------------------------------ | ------- | ----------- |
| Yuri e Tainá                               | 2011    |             |
| Kaueh Costa Palmeira e Giovanna Casagrande | 2016    |             |

### Rainha de bateria
| Nome          | Período | Referências |
| ------------- | ------- | ----------- |
| Érica         | 2011    |             |
| Enya Christin | 2014    |             |

## Carnavais
| Corações Unidos do CIEP | Corações Unidos do CIEP | Corações Unidos do CIEP                                                                | Corações Unidos do CIEP                                                     | Corações Unidos do CIEP | Corações Unidos do CIEP |
| Ano                     | Colocação               | Enredo                                                                                 | Compositores do samba-enredo                                                | Carnavalesco            | Ref.                    |
| ----------------------- | ----------------------- | -------------------------------------------------------------------------------------- | --------------------------------------------------------------------------- | ----------------------- | ----------------------- |
| 2000                    | Sem competição          | "Do canto ao acalanto, o Brasil dá o Tom"                                              |                                                                             | Oficina de Carnaval     | [ 1 ]                   |
| 2003                    | Sem competição          | "No reino da película, o olhar do Brasil"                                              |                                                                             | Oficina de Carnaval     | [ 1 ]                   |
| 2004                    | Sem competição          | "Caras e formas da negritude"                                                          |                                                                             | Oficina de Carnaval     | [ 1 ]                   |
| 2005                    | Sem competição          | "Universo feminino na história da Humanidade"                                          |                                                                             | Oficina de Carnaval     | [ 1 ]                   |
| 2006                    | Sem competição          | "Qualidade de vida, desafio de uma nação"                                              |                                                                             | Oficina de Carnaval     | [ 1 ]                   |
| 2007                    | Sem competição          | "Cantos e contos do Rio"                                                               |                                                                             | Oficina de Carnaval     | [ 1 ]                   |
| 2008                    | Sem competição          | "A cidade de eterna realeza anuncia: O Rei chegou!"                                    | Lucas Lixa e Estefanny Soares                                               | Oficina de Carnaval     | [ 9 ] [ 1 ]             |
| 2009                    | Sem competição          | "Uma aquarela francesa descobre o paraíso tropical"                                    | Lucas Lixa e Estefanny Soares                                               | Comissão de Carnaval    | [ 1 ]                   |
| 2010                    | Sem competição          | "A diversidade cultivando novas formas de vive"                                        | Oficina de compositores                                                     | Comissão de Carnaval    | [ 1 ]                   |
| 2011                    | 5º lugar                | "Domingo" (Reedição do enredo de 1977 da União da Ilha do Governador)                  | Aurinho da Ilha, Adhemar de A. Vinhaes, Ione do Nascimento e Waldyr da Vala | Comissão de Carnaval    | [ 1 ] [ 16 ] [ 17 ]     |
| 2012                    | Sem competição          | "Me conta quantas contas que eu te conto quantos contos"                               | Oficina de compositores                                                     | Comissão de Carnaval    | [ 1 ] [ 18 ]            |
| 2013                    | Sem competição          | "Na dialética do amo, um traço de Shakespeare na Sapucaí"                              | Oficina de compositores                                                     | Comissão de Carnaval    | [ 13 ]                  |
| 2014                    | Sem competição          | "Com espírito bandeirante, o samba resplandece na terra da garoa"                      | Oficina de compositores                                                     | Comissão de Carnaval    | [ 14 ] [ 19 ]           |
| 2015                    | Sem competição          | "Entre curvas e paixões, 450 anos de uma cidade que continua apaixonante e apaixonada" | Oficina de compositores                                                     | Comissão de Carnaval    | [ 20 ] [ 21 ]           |
| 2016                    | Sem competição          | "Riscos e rabiscos que escrevem a nossa história"                                      | Oficina de compositores                                                     | Comissão de Carnaval    | [ 22 ]                  |
| 2017                    | Sem competição          | "Arteiros, artífices e artistas. É na arte que o homem se ultrapassa"                  | Oficina de compositores                                                     | Comissão de Carnaval    | [ 15 ]                  |

### Prêmios
| 2016 | Prêmio Plumas e Paetês M.S e P.B. Mirim | Kauêh Costa Palmeira e Giovanna Casagrande |
| ---- | --------------------------------------- | ------------------------------------------ |